# Valentine Browne (5e comte de Kenmare)
Pour les articles homonymes, voir Valentine Browne (homonymie) et Browne.
Valentine Charles Browne, 5e comte de Kenmare (1er décembre 1860 - 14 novembre 1941 ), est un noble irlandais.   

## Biographie
Il est Lord Lieutenant de Kerry et comte de Kenmare. Il est un pair du royaume et bien qu'il soit catholique romain, il est également unioniste, ce qui est rare à l'époque pour les catholiques romains. Il siège à la Chambre des lords en tant que membre de l'Alliance unioniste irlandaise. Il est également membre du Sénat de l'Irlande du Sud en 1921, mais n'y vient pas. 
À sa mort, il est enterré dans le caveau familial de la cathédrale de Killarney. 
Sa fille, Lady Dorothy Margaret, épouse Lord Edward Arthur Grosvenor, le plus jeune fils du 1er duc de Westminster. Il est remplacé par son fils, Valentine Browne (6e comte de Kenmare). 